# Pablo Montes
Pour les articles homonymes, voir Montes.
Pablo Montes, né le 23 novembre 1945 à La Havane et mort le 26 octobre 2008, est un ancien athlète cubain.
Il obtint son meilleur résultat aux Jeux olympiques d'été de 1968 à Mexico, lorsqu'il remporta l'argent en relais 4 × 100 m avec ses compatriotes Hermes Ramírez, Juan Morales et Enrique Figuerola derrière le relais américain. Il termina aussi quatrième sur 100 m lors de cette édition.
En 1970 il se distingue en remportant trois médailles d'or lors des Jeux d'Amérique centrale et des Caraïbes, au 100 m, au 200 m et au relais 4 × 100 m. En demi-finale du 100 m il court en 9 s 93 aidé par un vent trop fort.

## Palmarès
| Date | Compétition                                      | Lieu           | Résultat | Épreuve   | Performance |
| ---- | ------------------------------------------------ | -------------- | -------- | --------- | ----------- |
| 1967 | Jeux panaméricains                               | Winnipeg       | 3e       | 200 m     | 21 s 0      |
| 1967 | Jeux panaméricains                               | Winnipeg       | 6e       | 400 m     | 46 s 88     |
| 1967 | Jeux panaméricains                               | Winnipeg       | 2e       | 4 × 100 m | 39 s 26     |
| 1968 | Jeux olympiques                                  | Mexico         | 4e       | 100 m     | 10 s 14     |
| 1968 | Jeux olympiques                                  | Mexico         | 2e       | 4 × 100 m | 38 s 40     |
| 1970 | Jeux d'Amérique centrale et des Caraïbes         | Panama         | 1er      | 100 m     | 10 s 24     |
| 1970 | Jeux d'Amérique centrale et des Caraïbes         | Panama         | 1er      | 200 m     | 21 s 2      |
| 1970 | Jeux d'Amérique centrale et des Caraïbes         | Panama         | 1er      | 4 × 100 m | 39 s 4      |
| 1971 | Championnats d'Amérique centrale et des Caraïbes | Kingston       | 3e       | 100 m     | 10 s 8      |
| 1971 | Championnats d'Amérique centrale et des Caraïbes | Kingston       | 3e       | 200 m     | 21 s 3      |
| 1971 | Jeux panaméricains                               | Cali           | 4e       | 100 m     | 10 s 40     |
| 1971 | Jeux panaméricains                               | Cali           | 2e       | 4 × 100 m | 39 s 84     |
| 1974 | Jeux d'Amérique centrale et des Caraïbes         | Saint-Domingue | 3e       | 100 m     | 10 s 77     |
| 1974 | Jeux d'Amérique centrale et des Caraïbes         | Saint-Domingue | 1er      | 4 × 100 m | 39 s 62     |
| 1975 | Jeux panaméricains                               | Mexico         | 6e       | 200 m     | 21 s 35     |
| 1975 | Jeux panaméricains                               | Mexico         | 2e       | 4 × 100 m | 38 s 46     |

## Records
| Épreuve | Performance          | Lieu      | Date              |
| ------- | -------------------- | --------- | ----------------- |
| 100 m   | 10 s 14 (électrique) | Mexico    | 14 octobre 1968   |
| 100 m   | 10 s 0 (manuel)      | Panama    | 9 février 1974    |
| 200 m   | 20 s 88              | La Havane | 14 septembre 1975 |